# Cryptolacerta
Cryptolacerta ("lagarto oculto" en griego) es un género extinto de lagarto lacertibenio el cual vivió durante el período Eoceno (Lutetiano, hace cerca de 47 millones de años) en lo que ahora es Alemania. Es conocido de un esqueleto casi completo y articulado que incluye el cráneo, siendo encontrado en la localidad de Messel en Alemania. Cryptolacerta fue nombrado por Johannes Müller, Christy A. Hipsley, Jason J. Head, Nikolay Kardjilov, André Hilger, Michael Wuttke y Robert R. Reisz en 2011 y la especie tipo es Cryptolacerta hassiaca. Análisis cladísticos llevados a cabo por Müller et al. sugieren que Cryptolacerta es el taxón hermano de los actuales Amphisbaenia (culebrillas ciegas).
Cladograma mostrando la posición filogenética de Cryptolacerta entre los lagartos, según Müller et al.: